# FICON
Pour les articles homonymes, voir FICON (homonymie).
FICON (de l'anglais FIber CONnection) est un nom déposé par IBM pour un protocole Fiber Channel normalisé de raccordement de systèmes par fibre optique.
La topologie est de type fabric, pour des débits pouvant atteindre 1, 2, 4 ou 8 gigabits par seconde sur des distances allant jusqu'à 100 km.

## Systèmes utilisant FICON
Systèmes disques:
- EMC V-MAX
- EMC DMX
- EMC Symmetrix
- Hewlett Packard XP24000/XP20000 Disk Array
- Hitachi Data Systems Lightning
- Hitachi Universal Storage Platform
- Hitachi Virtual Storage Platform
- IBM System Storage ESS (Shark)
- IBM System Storage DS6000
- IBM System Storage DS8000
- Sun StorageTek V2X4f

Systèmes de bandes magnétiques:
- IBM Virtual Tape Server (VTS)
- IBM UltraScalable Tape Library
- Sun StorageTek Virtual Storage Manager (VSM)
- Bus-Tech MAS et MDL Virtual Tape Library (VTL)

Switches/directors :
- Brocade DCX et DCX-4S
- Brocade 48000
- Brocade MI10k (anciennement McDATA 10000)
- Brocade M6140 (anciennement McDATA 6140)
- Brocade 5300
- Cisco MDS 9000 Series